# Paleó Zervochóri
Paleó Zervochóri, en grec moderne : Παλαιό Ζερβοχώρι ou Káto Zervochóri (Κάτω Ζερβοχώρι), est un village du dème de Náoussa en Macédoine-Centrale, Grèce.
Selon le recensement de 2011, la population du village s'élève à 301 habitants.